# Ilex mucronata
Espèce
Le némopanthe mucroné ou Faux houx (Nemopanthus mucronatus ou Ilex mucronata) est un arbuste indigène au Québec des tourbières et des forêts ouvertes de conifères, aux feuilles légèrement dentées et terminées par une petite pointe, appelée mucron, d'où son nom.

## Étymologie
Le nom générique signifie « fleur à pédoncule filiforme ».

## Description
Le némopanthe mucroné comprend des rhizomes robustes. Les tiges sont fortement ramifiées, dressées et peuvent atteindre plus de 2 m de hauteur. Les feuilles sont alternes et munies d’un pétiole de couleur lilas. Elles sont de forme elliptique, élargies au sommet, à marge entière ou munie de quelques dents au sommet et terminées par un mucron. Elles sont plutôt minces et glabres. Les fleurs mâles et femelles sont situées sur des plants différents. Elles sont solitaires ou groupées en faisceau à l’aisselle des feuilles. Elles sont jaunâtres et très petites. Les fruits sont charnus, rouge violacé et contiennent 4 ou 5 noyaux.

## Habitat
Cette espèce préfère les sols acides et humides, généralement tourbeux.

## Toxicité
Les fruits ne sont cependant pas comestibles, et peuvent causer des vomissements et de la diarrhée,.